# 가메야마역 (미에현)
가메야마역(일본어: 亀山駅)은 일본 미에현 가메야마시에 있는 도카이 여객철도 · 서일본 여객철도의 역이다. 나고야와 JR 난바까지를 잇는 간사이 본선과 기이반도해안을 따라 와카야마시역까지를 연결하는 기세이 본선 등 2개의 노선이 상호 운행하는 접속역이다. 그리고, 단선 승강장과 섬식 승강장을 합친 복합 형태의 철도 역사이다.

## 타는 곳
| 1 · 2 | ■ 간사이 본선 | 상행 | 욧카이치 · 나고야 방면 | 통상은 1번선을 사용, 간혹 3번선 발착 |
| 3     | ■ 간사이 본선 | 하행 | 쓰게 · 가모 방면       | 일부 열차는 4 · 5번선                |
| 4 · 5 | ■ 기세이 본선 |      | 쓰 · 이세시 방면       | 통상은 5번선부터 발차                |

## 이용 현황
| 연도     | 하루 평균 승차 인원 |
| 1998년도 | 2,444명             |
| 1999년도 | 2,387명             |
| 2000년도 | 2,348명             |
| 2001년도 | 2,302명             |
| 2002년도 | 2,213명             |
| 2003년도 | 1,732명             |
| 2004년도 | 2,184명             |
| 2005년도 | 2,191명             |
| 2006년도 | 2,209명             |
| 2007년도 | 2,171명             |
| 2008년도 | 2,170명             |
| 2009년도 | 2,108명             |
| 2010년도 | 2,120명             |
| -------- | ------------------- |

## 역 주변
- 가메야마 시청
- 가메야마 성 터
- 지온지
- 가메야마 공원

## 인접 정차역
| 도카이 여객철도 간사이 본선 | 도카이 여객철도 간사이 본선 | 도카이 여객철도 간사이 본선 |
| --------------------------- | --------------------------- | --------------------------- |
| 이다가와 나고야 방면        | ■ 쾌속 ■ 구간쾌속 ■ 보통    | 시·종착역                   |
| 도카이 여객철도 기세이 본선 |                             |                             |
| 시·종착역                   | ■ 기세이 본선               | 시모노쇼 신구 방면          |
| 서일본 여객철도 간사이 본선 |                             |                             |
| 시·종착역                   | ■ 간사이 본선               | 세키 가모 방면              |